# Бонга херинга
Бонга херинга или само бонга (Ethmalosa fimbriata) е вид лъчеперка от семейство Селдови (Clupeidae). Видът не е застрашен от изчезване.

## Разпространение и местообитание
Разпространен е в Ангола, Бенин, Габон, Гамбия, Гана, Гвинея, Гвинея-Бисау, Демократична република Конго, Екваториална Гвинея, Западна Сахара, Кабо Верде, Камерун, Кот д'Ивоар, Либерия, Мавритания, Нигерия, Сао Томе и Принсипи, Сенегал, Сиера Леоне и Того.
Обитава крайбрежията на сладководни и полусолени басейни, морета, лагуни и реки.

## Описание
На дължина достигат до 45 cm.